# Crainquebille (1922)
Crainquebille is een Frans-Belgische dramafilm uit 1922 onder regie van Jacques Feyder. Het scenario is gebaseerd op de gelijknamige novelle uit 1901 van de Franse auteur Anatole France.

## Verhaal
De straatventer Jérôme Crainquebille helpt een straatjongen. Door een valse verklaring van een politieagent wordt hij echter tot de gevangenis veroordeeld. Het getuigenis van een arts wordt niet geloofd. Wanneer Crainquebille wordt vrijgelaten, willen de mensen zijn spullen niet meer kopen. Alleen de straatjongen kan zijn eer redden.

## Rolverdeling
| Acteur            | Personage            |
| ----------------- | -------------------- |
| Mauric de Féraudy | Jérôme Crainquebille |
| Félix Oudart      | Politieagent         |
| Jean Forest       | Straatjongen         |
| Marguerite Carré  | Mevrouw Laure        |
| Jeanne Cheirel    | Mevrouw Bayard       |
| René Worms        | Mijnheer Lemerle     |
| Charles Mosnier   | Dokter Mathieu       |
| Armand Numès      | Rechter              |